# Крижанівський Микола Климентійович
д-р Микола Климентійович Крижанівський (1876, Бучач, нині Тернопільська область, Україна — після 5 березня 1940) — український галицький громадський діяч, адвокат, доктор права.

## Життєпис
Народився 1876 року в м. Бучачі (Бучацький повіт, Королівство Галичини та Володимирії, Австро-Угорщина, нині Тернопільська область, Україна).
Закінчив Львівський університет. Державний повітовий комісар ЗУНР в Бучачі у березні—травні 1919 р.
З 1926 року проживав у Львові.
Заарештований НКВД восени 1939 року, розстріляний без суду за секретною постановою політбюро ЦК ВКП(б) від 5 березня 1940 року.